# Elecciones generales del Reino Unido de 1929
Las elecciones generales del Reino Unido de 1929 se realizaron el 30 de mayo de 1929 y dieron como resultado un parlamento sin mayoría. Fue la primera de las tres elecciones desde que se instauró el sufragio universal en que un partido que perdió en número de votos obtuvo mayoría de escaños (las otras son de 1951 y febrero de 1974). En 1929, el partido con mayor número de diputados fue el Laborista, encabezado por Ramsay MacDonald, que sin embargo no logró obtener mayoría absoluta en la Cámara de los Comunes por primera vez. Los liberales, encabezados por David Lloyd George recuperaron parte del terreno perdido en las elecciones de 1924.

## Resultados
| Partido                    | Votos     | %    | Candidatos | Escaños |
| -------------------------- | --------- | ---- | ---------- | ------- |
| Partido Laborista          | 8.048.968 | 37.1 | 569        | 287     |
| Partido Conservador        | 8.252.527 | 38.1 | 590        | 260     |
| Partido Liberal            | 5.104.638 | 23.6 | 513        | 59      |
| Independentes              | 94.743    | 0.4  | 11         | 4       |
| Partido Comunista          | 47,554    | 0.2  | 25         | 0       |
| Scottish Prohibition Party | 25.037    | 0.1  | 1          | 1       |
| Nacionalistas irlandeses   | 24.177    | 0.1  | 3          | 3       |
| Laborista independiente    | 20.825    | 0.1  | 1          | 1       |
|                            |           |      |            | 615     |